# Josanne Lucas
Josanne Lucille Lucas (Scarborough, 14 april 1984) is een atlete uit Trinidad en Tobago, die is gespecialiseerd in het hordelopen. Ze nam eenmaal deel aan de Olympische Spelen, maar won hierbij geen medailles. Hiernaast blinkt ze ook uit in de sprint, getuige haar nationale titel op de 400 m in 2005.

## Loopbaan
In 2005 nam Lucas deel aan de wereldkampioenschappen in Helsinki, maar sneuvelde hierbij in de voorrondes van de 400 m horden. Drie jaar later maakte ze haar olympische debuut bij de Olympische Spelen van Peking. Met een tijd van 57,76 s sneuvelde ze in de series van de 400 m horden.
Haar beste prestatie leverde Josanne Lucas bij de WK van 2009 in Berlijn. Hier won ze een bronzen medaille op de 400 m horden. Met een tijd van 53,20 verbeterde ze het nationale record en eindigde ze achter de Jamaicaanse Melaine Walker (goud; 52,42) en de Amerikaanse Lashinda Demus (zilver; 52,96).

## Titels
- Trinidadiaans kampioene 400 m - 2005
- Trinidadiaans kampioene 100 m horden - 2006

## Persoonlijke records
Outdoor
| Onderdeel    | Prestatie    | Datum            | Plaats        |
| ------------ | ------------ | ---------------- | ------------- |
| 400 m        | 53,49 s      | 25 juni 2005     | Port-of-Spain |
| 100 m horden | 12,99 s      | 9 mei 2009       | Tallahassee   |
| 400 m horden | 53,20 s (NR) | 20 augustus 2009 | Berlijn       |

Indoor
| Onderdeel   | Prestatie   | Datum            | Plaats       |
| ----------- | ----------- | ---------------- | ------------ |
| 55 m horden | 7,64 s (NR) | 25 februari 2006 | Gainesville  |
| 60 m horden | 8,20 s      | 10 maart 2006    | Fayetteville |

## Palmares

### 400 m
- 2005:  Kamp. van Trinidad en Tobago - 53,59 s

### 100 m horden
- 2006:  Kamp. van Trinidad en Tobago - 13,39 s

### 400 m horden
Kampioenschappen
- 2003:  Carifty Games (<20 jr.) - 58,55 s
- 2003:  Pan-Amerikaanse jeugdkamp. - 58,43 s
- 2005: 5e in serie WK - 58,99 s
- 2008: 6e in serie OS - 57,76 s
- 2009:  WK - 53,20 s
- 2009:  Wereldatletiekfinale - 54,31 s

Diamond League-podiumplaatsen
- 2010:  Prefontaine Classic - 55,08 s